# ألان إي. غولدبرغ
ألان إي. غولدبرغ (بالإنجليزية: Alan E. Goldberg)‏ هو مدرب خيول أمريكي، ولد في 16 يوليو 1949.

## وصلات خارجية
- ألان إي. غولدبرغ على موقع إن إن دي بي (الإنجليزية)